# Infraeșantionare
În procesarea semnalelor, infraeșantionarea sau eșantionarea descensivă este procesul reducerii ratei de eșantionare a unui semnal. Aceasta se face de obicei pentru a reduce rata datelor sau mărimea acestora.
Practic, în cadrul mediei digitale, infraeșantionarea presupune micșorarea mărimii imaginilor prin îndepărtarea pixelilor sau micșorarea unui eșantion audio digital reducându-i valoarea. Infraeșantionarea audio are loc atunci când, spre exemplu, un fișier WAV este convertit într-un fișier MP3.
Factorul de infraeșantionare (notat în mod comun cu {\displaystyle M}) este de obicei un întreg sau o fracție rațională mai mare decât unitatea (unu). Acest factor înmulțește timpul de eșantionare sau, echivalent, împarte rata de eșantionare. De exemplu, dacă discul compact audio de la 44.100Hz este infraeșantionat la 22.050Hz înainte de a difuza la radio FM, rata de biți este redusă la jumătate, de la 1.411.200 biți/s la 705.600 biți/s, presupunând că fiecare eșantion își păstrează mărimea de 16 biți. Audio-ul a fost prin urmare infraeșantionat la un factor de 2.

## Menținerea criteriului teoremei eșantionării
Din moment ce infraeșantionarea reduce rata de eșantionare, este necesară asigurarea menținerii criteriului teoremei eșantionării Nyquist-Shannon. Dacă teorema eșantionării nu este satisfăcută, atunci semnalul numeric rezultat va avea dedublare. Pentru a se asigura satisfacerea teoremei eșantionării, un filtru trece-jos este folosit ca un filtru antidedublare pentru a reduce lățimea de bandă a semnalului înainte ca semnalul să fie infraeșantionat; întregul proces (filtrare trece-jos apoi infraeșantionare) se numește decimare.
De observat că filtrul antidedublare trebuie să fie un filtru trece-jos în infraeșantionare. Acest lucru diferă de eșantionarea unui semnal continuu, unde se pot folosi fie un filtru trece-jos fie un filtru trece-bandă.
Un semnal trece-bandă, altfel spus un semnal limitat în bandă a cărui frecvență minimă este diferită de zero, poate fi infraeșantionat evitând suprapunerea/superpoziția spectrelor dacă anumite condiții sunt satisfăcute.

## Procesul de infraeșantionare
Să se considere un semnal discret {\displaystyle f(k)} pe o gamă de frecvențe unghiulare.

### Infraeșantionare la un factor întreg
Se dă {\displaystyle M}, indice al factorului de infraeșantionare; {\displaystyle M}∈ℕ.
1. Se filtrează semnalul pentru a se asigura satisfacerea teoremei eșantionării. Acest filtru ar trebui să fie, teoretic, filtrul sinc cu tăierea frecvenței la {\displaystyle \pi }⁄{\displaystyle M}. Semnalul filtrat se notează cu {\displaystyle g(k)}.
2. Se reduc datele (infraeșantionează) prin culegerea fiecărui eșantion {\displaystyle M^{th}} și îndepărtarea restului (lucru indicat de obicei prin ↓{\displaystyle M})[4]: {\displaystyle h(k)=g(Mk)}. Reducerea ratei de date se ivește în acest pas.

Primul pas necesită folosirea unui filtru trece-jos perfect, ceea ce nu este implementabil pentru semnalele în timp real. La alegerea unui filtru trece-jos realizabil acest lucru va trebui să fie luat în vedere împreună cu efectele alias pe care le va avea. Filtrele trece-jos realizabile au o „fustă”, unde răspunsul (de frecvență) se diminuează de la aproape o unitate (unu) la aproape zero. Deci în practică, frecvența de tăiere este plasată suficient de departe sub frecvența de tăiere teoretică în care este conținută fusta filtrului.

### Infraeșantionarea la fracție rațională
Se dă {\displaystyle M}⁄{\displaystyle L}, indice al factorului de infraeșantionare.
1. Se ultraeșantionează la un factor de {\displaystyle L}.
2. Se infraeșantionează la un factor de {\displaystyle M}.

De reținut că un model de ultraeșantionare adecvat necesită un filtru de interpolare ulterior creșterii ratei de date și că un model de infraeșantionare adecvat necesită un filtru înainte de a elimina unele eșantioane. Aceste două filtre trece-jos pot fi combinate într-un singur filtru.
De reținut de asemenea că acești doi pași nu sunt, în general, reversibili. Infraeșantionarea rezultă într-o pierdere de date iar dacă este efectuată prima, ar putea rezulta în pierdere de date dacă există date filtrate de către filtrul trece-jos al infraeșantionatorului. Din moment ce ambele filtre de interpolare și antidedublare sunt filtre trece-jos, filtrul cu cea mai mică lățime de bandă este mai restrictiv și prin urmare poate fi folosit în locul ambelor filtre. Din moment ce fracția rațională {\displaystyle M}⁄{\displaystyle L} e mai mare ca unu atunci {\displaystyle L<M} și singurul filtru trece-jos ar trebui să aibă frecvența de tăiere la {\displaystyle \pi }⁄{\displaystyle M}.